# Rajasuya

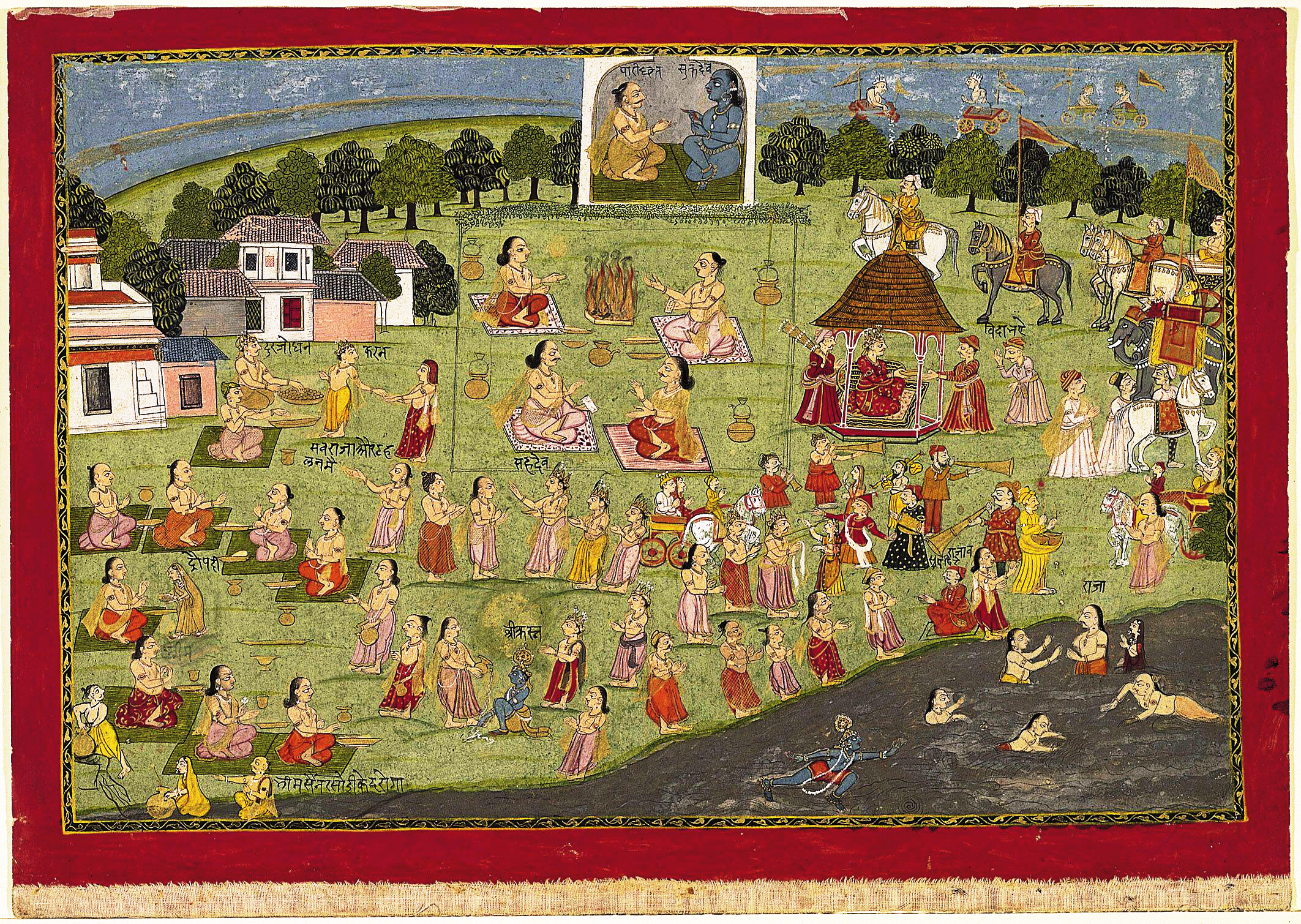
El rey Iudistira realiza el sacrificio Rayasuia.

El rājasūya o rayasuia era un sacrificio, que se describe en detalle en el Mahabhárata (texto épico-religioso del siglo III a. C.), a cargo de los antiguos reyes de la India que se consideraban lo suficientemente poderosos como para convertirse en emperadores.
El rayasuia, como el sacrificio asuamedha, se producía tras el retorno de los generales del rey (que en la mayoría de los casos eran sus propios parientes, como sus hermanos o hijos) de una campaña militar exitosa.

## Nombre
- rājasūya, en el sistema AITS (alfabeto internacional para la transliteración del sánscrito).
- राजसूय, en escritura devanagari del sánscrito.
- Pronunciación:
  - /ɽɑːʥəˈɕuːjə/ en AFI (alfabeto fonético internacional).[1]
  - [rayasúuia], pronunciación aproximada.
- Etimología: ‘sacrificio para el rey’[1]
  - rāja- o rash: ‘rey’.
  - sūya- extracción del jugo de la planta soma, y por extensión: ‘libación’ o ‘sacrificio’.

### Significados
El término sánscrito rayasuia tiene varios significados:
- rayasuia: el gran sacrificio realizado en la coronación de un rey, realizado por sí mismo o por sus príncipes tributarios. En el segundo libro del Majabhárata se describe el sacrificio de inauguración del rey Iudistira;
- rayasuia: relacionado con la ceremonia de sacrificio real; por ejemplo el Rayasuio-mantra, una oración que se recita en esta ceremonia; según el gramático Panini (4, 3, 66);
- Rayasuia: Nombre de varias obras (especialmente el capítulo 7 del Satapatha-bráhmana y el Kanwa-shakha);
- rayasuia: una flor de loto (solo en lexicógrafos (tales como Amarasimja, Jalaiudha, Jemachandra, etc.);
- rayasuia: un tipo de arroz;
- Rayasuia: el nombre de una montaña de la India.

## Descripción
Después de conquistar a los reyes de otros reinos y recolectar tributo de ellos, el general invitaría a los reyes vencidos a presenciar la ceremonia de sacrificio. Todos los reyes vencidos consideraban al organizador de este sacrificio como el emperador, el rey de reyes.
En el caso del sacrificio asuamedha, el ejército de la campaña militar seguía a un caballo errante, liberado desde la capital del rey que llevaba a cabo este sacrificio.
En el caso de un rayasuia no hay ningún caballo involucrado. Los generales planificaban mismos las regiones a conquistar. Los sacrificios rajasuya eran más raros que los asuamedha, ya que eran más arriesgados y costosos.
El Rajasuya más conocido de la literatura india fue el del rey pándava Iudistira.
Se supone que muchos reyes chola (del sur de la India, entre el 300 a. C. y el 1300 d. C.) realizaron este sacrificio. Uno de los sangam chola se llama Rajasuyam vetta perunarkilli (es decir, ‘Perunar Kili, que realizó un rayasuia), por haber realizado con éxito este sacrificio.